# Suniops michailovi
Suniops michailovi es una especie de coleópteros de la familia Attelabidae.

## Distribución geográfica
Habita en Java (Indonesia).